# Saxobeats
Saxobeats — дебютный студийный альбом румынской певицы Александры Стан. Релиз состоялся 29 августа 2011 года на лейбле Play On/Jeff Records во Франции, после чего состоялся выпуск альбома по всему миру. Выходу пластинки предшествовали три сингла: «Get Back (ASAP)», «Lollipop (Param Pam Pam)» и мировой хит «Mr. Saxobeat».

## Об альбоме
В 2011 году Александра Стан заключила контракт с Maan Studio, так как раньше успела поучаствовать в известно румынском фестивале Mamaia. Там она записала свой первый сингл — «Lollipop», не покоривший чартов, но ставший известным во всём мире. После этого артистка подписалась на музыкальный лейбл Ultra Records.
Во время концерта в Чехии, Стан в интервью анонсировала окончание записи и работы над альбомом.

## Синглы
«Mr. Saxobeat» был выпущен в качестве главного сингла с альбома 24 февраля 2011 года. Песня получила мировой успех, и покорила чарты в 12 странах, и попала в Тор-5 в 15 других государствах.
«Get Back (ASAP)» стал вторым международным синглом, выпущенным 19 марта 2011 года. Песня достигла 4 места в Румынии, и 19 во Франции.
«Lollipop (Param Pam Pam)» являлся промосинглом, выпущенным ещё в 2009 году. Песня попала в Romanian Top 100 в 2010 году. 31 мая сингл был выпущен в США в качестве второго официального.
«One Million» был выпущен 6 декабря 2011 года. Песня попала на 13 позицию румынского чарта.
4 июня 2012 года состоялась премьера клипа на сингл «Lemonade» из Saxobeats: Deluxe Edition.

## Список композиций
Источники
| №                   | Название                                               | Длительность |
| ------------------- | ------------------------------------------------------ | ------------ |
| 1.                  | «Mr. Saxobeat»                                         | 3:15         |
| 2.                  | «Ting-Ting»                                            | 3:56         |
| 3.                  | «Show Me The Way»                                      | 3:43         |
| 4.                  | «Lollipop (Param Pam Pam)»                             | 3:54         |
| 5.                  | «Crazy»                                                | 3:29         |
| 6.                  | «Bitter-Sweet»                                         | 3:37         |
| 7.                  | «Get Back (ASAP)»                                      | 3:29         |
| 8.                  | «1.000.000»                                            | 3:18         |
| 9.                  | «Mr. Saxobeat» (Maan Studio Remix)                     | 3:42         |
| 10.                 | «Lollipop (Param Pam Pam)» (Club Version)              | 4:11         |
| 11.                 | «Get Back (ASAP)» (Maan Studio Remix)                  | 3:21         |
| 12.                 | «Mr. Saxobeat» (Extended Version)                      | 4:16         |
| 13.                 | «Get Back (ASAP)» (Studio Club Remix Extended Version) | 4:26         |
| Общая длительность: | Общая длительность:                                    | 48:11        |

## Чарты
| Чарт (2011) | Наивысшее место |
| ----------- | --------------- |
| Австрия     | 25              |
| Финляндия   | 27              |
| Франция     | 76              |
| Германия    | 29              |
| Швейцария   | 24              |

## История релиза
| Регион   | Дата                  | Формат               | Лейбл                |
| -------- | --------------------- | -------------------- | -------------------- |
| Франция  | 29 августа 2011 года  | CD, digital download | Play On/Jeff Records |
| Германия | 9 сентября 2011 года  | CD, digital download | Columbia Records     |
| Польша   | 23 сентября 2011 года | CD, digital download | Universal Music      |
| Италия   | 4 октября 2011 года   | Цифровая дистрибция  | EGO Italy            |
| Италия   | 11 октября 2011 года  | CD                   | EGO Italy            |
| США      | 18 октября 2011 года  | Цифровая дистрибция  | Ultra Records        |
| Канада   | 18 октября 2011 года  | Цифровая дистрибция  | Ultra Records        |
| Канада   | October 24, 2011      | CD                   | Ultra Records        |
| США      | October 24, 2011      | CD                   | Ultra Records        |